# Платина, Бартоломео

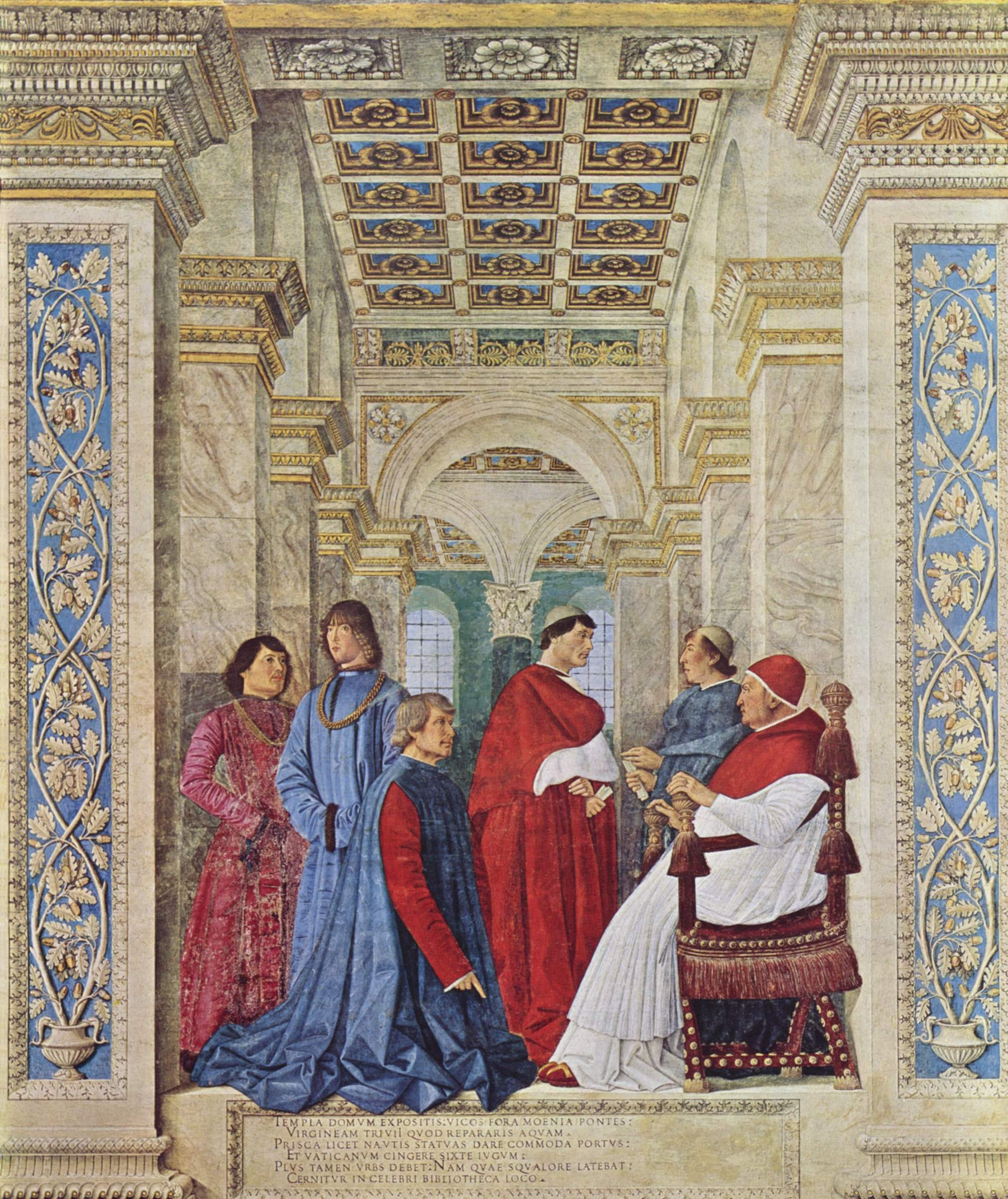
Фреска «Папа Сикст IV называет Платину префектом библиотеки», Мелоццо да Форли.

Бартоломео Сакки (итал. Bartolomeo Sacchi), известный под прозвищем Платина (1421, Пьядена, Ломбардия — 21 сентября 1481, Рим) — итальянский церковный писатель и философ. Наиболее известный труд — «Жизнеописания пап» (лат. Vitae pontificum) (1479).

## Биография
Родом из Пьядены (по-латыни Platina, отсюда и его прозвище) близ Кремоны, был одно время солдатом у Сфорцы. Платина учился с 1449 года в Мантуе. В 1457 году переехал во Флоренцию, где учился у философа Иоанна Аргиропула, а в 1462 году в Риме.
Провёл 4 месяца в 1464—1465 годах в тюрьме замка Святого ангела за то, что угрожал папе Собором. В 1468 году при папе Павле II был арестован за принадлежность к академии (обществу) Помпония Лета, вместе с остальными участниками.
После смерти папы Павла II Платина при папе Сиксте IV в 1475 году в булле «Ad decorem militantis Ecclesiae» был назначен первым библиотекарем современной Ватиканской апостольской библиотеки. Фреска Мелоццо да Форли изображает это событие. В 1481 году Платина умер от чумы в Риме.

## Сочинения Платины
- Политические сочинения — трактат «О наилучшем гражданине», в котором Платина восхвалял Флоренцию как образец «народного государства» и трактат «О государе», в котором Платина рассматривал государство как продукт творчества энергичной личности.
- Хроника пап, или «Книга о жизни Христа и всех понтификов» (Liber de vita Christi ac omnium pontificum), написана по заказу папы, была напечатана в 1475 году.

### Философские трактаты
- «Dialogus contra amores» (1505 год)
- Трактат «De falso et vero bono» (1505 год) — «О мнимом и истинном благе»
- Диалог «De principe vero» (1608 год) — «Об истинном благородстве»
- Первая напечатанная поваренная книга — «De honesta voluptate et valetudine» (1470 год), которую Платина относил к своим философским произведениям.